# جيمس كينيث مورو
جيمس كينيث مورو (بالإنجليزية: James K. Morrow)‏ (17 مارس 1947 في فيلادلفيا - ) روائي، وكاتب، وكاتب خيال علمي من الولايات المتحدة.

## روابط خارجية
- جيمس كينيث مورو على موقع IMDb (الإنجليزية)
- جيمس كينيث مورو على موقع ميوزك برينز (الإنجليزية)
- جيمس كينيث مورو على موقع ديسكوغز (الإنجليزية)